# اروینگ ریس
اروینگ ریس (انگلیسی: Irving Reis؛ ‏ ۷ مهٔ ۱۹۰۶ – ۳ ژوئیهٔ ۱۹۵۳) یک کارگردان، فیلم‌نامه‌نویس، و مدیر فیلم‌برداری اهل ایالات متحده آمریکا بود.
از فیلم‌های او می‌توان به پذیریش مردمی اشاره کرد.